# Ganymed
A Ganymed egy osztrák diszkóegyüttes volt, amely 1977 és 1983 között létezett. Falcót megelőzve a Ganymed volt az osztrák könnyűzene első olyan képviselője, amely a német nyelvterületen túl is népszerűvé vált, de a zenekarnak sose sikerült Falcóéhoz hasonló nagy, nemzetközi sikereket elérnie. (1981-ben egyébként maga Falco volt a Ganymed basszusgitárosa néhány fellépés erejéig.)

## Tagok
- Yvonne Dory (ének). Eredeti neve: Doris Czerwenka. Művésznév: Pulsaria
- Gerry Edmond (ének, elektromos gitár, szintetizátorok, hangkomputer). Eredeti neve: Edmund Czerwenka. Művésznév: Kroonk
- Ernst Nekola (ütős hangszerek, elektromos dobok, hangkomputer). Művésznév: Cak
- Gerhard Messinger-Neuwirth (basszusgitár, billentyűs hangszerek). Művésznév: Izl
- Daniele Prencipe (szintetizátorok, billentyűs hangszerek). Művésznév: Suk
- Rudolf Mille (szintetizátorok). Művésznév: Vendd

## Karriertörténet

### Zenei háttér
Az ún. space-disco az 1970-es évek eurodisco zenéjének egyik variációja volt. Népszerűségében nagy szerepet játszott a Csillagok háborúja című 1977-es film világsikere. A space-disco a jelen helyett a jövő felé irányította a figyelmet. [forrás?] Persze e zenei irányzattól eleve nem volt elvárható a különösebben magvas szöveg: a space-disco számos felvételének szövege a hagyományos diszkóslágerek szövegeinek csacskaságait helyezte át „űrmiliő”-be. Természetesen a space-discón belül is születtek instrumentális, illetve vokális felvételek. Az amerikai Meco például a klasszikus Star Wars-trilógia mindhárom részének John Williams által komponált zenéjét diszkósította, de a sci-fi műfaj más klasszikusainak (Superman, Star Trek, Harmadik típusú találkozások) zenéjét is feldolgozták, nem is szólva egyéb filmzenékről (pl. Óz, a csodák csodája). A francia Space repertoárján instrumentális és vokális darabok egyaránt szerepeltek, a legismertebb a Magic Fly. Számos előadó van, aki csupán alkalmilag hódolt a space-disco divatjának: például a francia Sheila B. Devotion (Spacer), az angol Sarah Brightman (I Lost My Heart To A Starship Trooper; Love In A UFO), a német Boney M. (Nightflight To Venus) vagy az akkoriban az NSZK-ban dolgozó angol Dee D. Jackson, aki első nagylemezét (Cosmic Curves) teljes egészében a space-disco jegyében készítette. A francia szintetizátor-mágus, Cerrone egyes felvételeit ugyancsak a space-discóhoz sorolják, nem beszélve az ún. egyslágeres előadók (pl. Universal Energy: Universal Energy; Supersempfft: Out of Time; Honey: Superman, Superman stb.) tevékenységéről. Még a magyar Szűcs Judit is beállt a space-disco képviselői közé az Űrdiszkó című sláger erejéig. Az irányzat egyik legnépszerűbb sztárja azonban az osztrák Ganymed volt.

### A Ganymed
Az 1977-ben, Ausztriában alakult Ganymed a Jupiter legnagyobb holdjáról, a Ganymedesről választotta a nevét. Ganümédész a neve azonban a görög mitológia egyik férfi karakterének is, akibe maga a főisten, Zeusz szeretett bele. Az együttes megjelenését egyértelműen a space-disco igényei szerint alakították ki: a tagok csillogó, futurisztikus öltözékeket viseltek, sőt a férfi zenészek alkalmanként péniszre emlékeztető műorrot is használtak, amivel talán a mitológiai Ganümédészre kívántak utalni. Debütáló kislemezük „A” oldalán egy instrumentális szerzemény, a Saturn hallható, ám inkább a „B” oldal felvétele, a vokális Music Drives Me Crazy lett igazán népszerű. Még ugyanabban az évben, 1978-ban megjelent az It takes me higher című kislemezük is, amely Európa-szerte népszerű lett, hiszen akkoriban a space-disco az egész kontinensen kedvelt volt. Kedvezően fogadta a közönség a Takes You Higher című nagylemezt is, amely „űrtémák” köré épült: Robot Love; Hyperspace; Ju-Jupiter stb. A következő album 1979-ben került a boltokba, Future World címmel. Erről a Giorgio Moroder zenei világára emlékeztető Dancing In A Disco lett a legsikeresebb, bár maga a nagylemez már kevésbé volt népszerű, mint a debütáló album. A Ganymed éppen ezért változtatni próbált a stílusán, rockosabb hangzásokkal kísérleteztek, de persze a pop keretein belül maradva. 1980-as kislemezük, a Money Is Addiction (Of This Crazy World) slágernek bizonyult, bár meglepő módon mégsem került fel harmadik nagylemezükre. A Dimension No. 3. – mint azt a címe is talán sejteti – nem nélkülözi a space témákat (Hypershooter; Death To The Aliens / Up To Heaven), de inkább a Money Is Addiction (Of This Crazy World) nyomvonalán halad. Az LP fogadtatása nem volt éppen túl kedvező, s mivel a diszkózene általános népszerűsége is jócskán visszaesett, a Ganymed iránt is mérséklődött az érdeklődés: az együttes 1983-ban végül feloszlott. Az osztrák popzene a '80-as években aztán olyan előadókkal lépett a nemzetközi poppiacra, mint a már említett Falco, a rockvonalat képviselő No Bros, a diszkózene aktuális divatját követő Joy és a Curacao, az egyslágeres (Life is Life) előadóvá lett Opus vagy a parodisztikus hangvételű dalaival népszerűvé vált Erste Allgemeine Verunsicherung.

## Ismertebb lemezeik

### Kislemezek, maxik
- 1978 Saturn / Music Drives Me Crazy (7" kislemez)
- 1978 Saturn / Music Drives Me Crazy (12" maxi)
- 1978 It Takes Me Higher / Hyperspace (7" kislemez)
- 1978 It Takes Me Higher / Hyperspace (12" maxi)
- 1979 Dancing In A Disco / Stand By Your Love (7" kislemez)
- 1979 Dancing In A Disco / Future World (12" maxi)
- 1980 Money Is Addiction (Of This Crazy World) / Stars of Love (7" kislemez)
- 1980 Bring Your Love To Me / Life Can Be Some Better
- 1999 Music Takes Me Higher – The Ganymed Mixes (12" maxi)

### Albumok
- 1978 Takes You Higher
- 1979 Future World
- 1980 Dimension No. 3.
- 1993 Takes You Higher (CD)
- 1993 Future World (CD)

## Osztrák slágerlistás helyezések

### Kislemezek
- Music Drives Me Crazy

1978. szeptember 15-étől 4. hétig. Legmagasabb pozíció: 19. hely
- It Takes Me Higher

1978. december 15-étől 4. hétig. Legmagasabb pozíció: 5. hely
- Money Is Addiction (Of This Crazy World)

1980. május 1-jétől 2. hétig. Legmagasabb pozíció: 17. hely

### Album
- Takes You Higher

1978. december 15-étől 12. hétig. Legmagasabb pozíció: 16. hely

## Külső hivatkozások
- Német nyelven a Ganymedről
- Orosz nyelven a Ganymedről
- Videó: It takes me higher